# Dębowa Góra (Dolina Szklarki)
Dębowa Góra (469 m) – wzgórze w miejscowości Szklary, w województwie małopolskim, w powiecie krakowskim, w gminie Jerzmanowice-Przeginia. Znajduje się na Wyżynie Olkuskiej będącej częścią Wyżyny Krakowsko-Częstochowskiej.
Dębia Góra wznosi się w orograficznie lewych zboczach Doliny Szklarki nad częścią wsi Szklary o nazwie Stara Wieś. Jest całkowicie porośnięta lasem. W tym znajdują się liczne skałki wapienne, a w nich dwa niewielkie obiekty jaskiniowe: Szczelina w Dębowej Górze i Nyża przy Szczelinie w Dębowej Górze.
Tuż po południowo-wschodniej stronie Dębowej Góry znajduje się skała Dębiny.